# 趙士楨
趙士楨（1553年—1611年），字常吉，號後湖，溫州樂清（今乐清市）人，生於嘉靖三十二年（1553年），卒於萬曆三十九年（1611年），是明代傑出的火器研制專家。他一生中研制改進了多種火器。

## 生平
自幼生於海濱，少時經倭患深受其苦，因此留心軍事與火器，晉升為中書舍人之後雖無軍職卻用心於火器研發，到了「千金作散而不顧」、「以蒲柳孱弱之軀，備及勞苦，孜孜矻矻，恆窮年而罔恤」的地步，曾多次向胡宗憲、戚繼光部屬請教，歸結出「倭之長技在銃，鋒刀未艾，心膽已怯」，認識到火器在戰爭中的重要作用。與林芳聲、楊鑑、葉子高等人講究印證，研製出迅雷銃、掣電銃等多種特色的火器，並將其研究成果寫成《神器譜》、《續神器譜》、《神器譜或問》、《倭情屯田議》等著作。

## 家世
其祖父為赵性鲁，官至大理寺副，博学多才，曾参加《明会典》的编纂，工诗词，精书法。